# بوکلنهاگن
بوکلنهاگن (به آلمانی: Bockelnhagen) یک منطقهٔ مسکونی در آلمان است که در سوننشتاین (تورینگن) واقع شده‌است. بوکلنهاگن ۴۱۰ نفر جمعیت دارد.